# Porte de Montempoivre
La porte de Montempoivre est une porte située sur les boulevards extérieurs dans le quartier de Bel-Air du 12e arrondissement de Paris, en France.

## Situation et accès

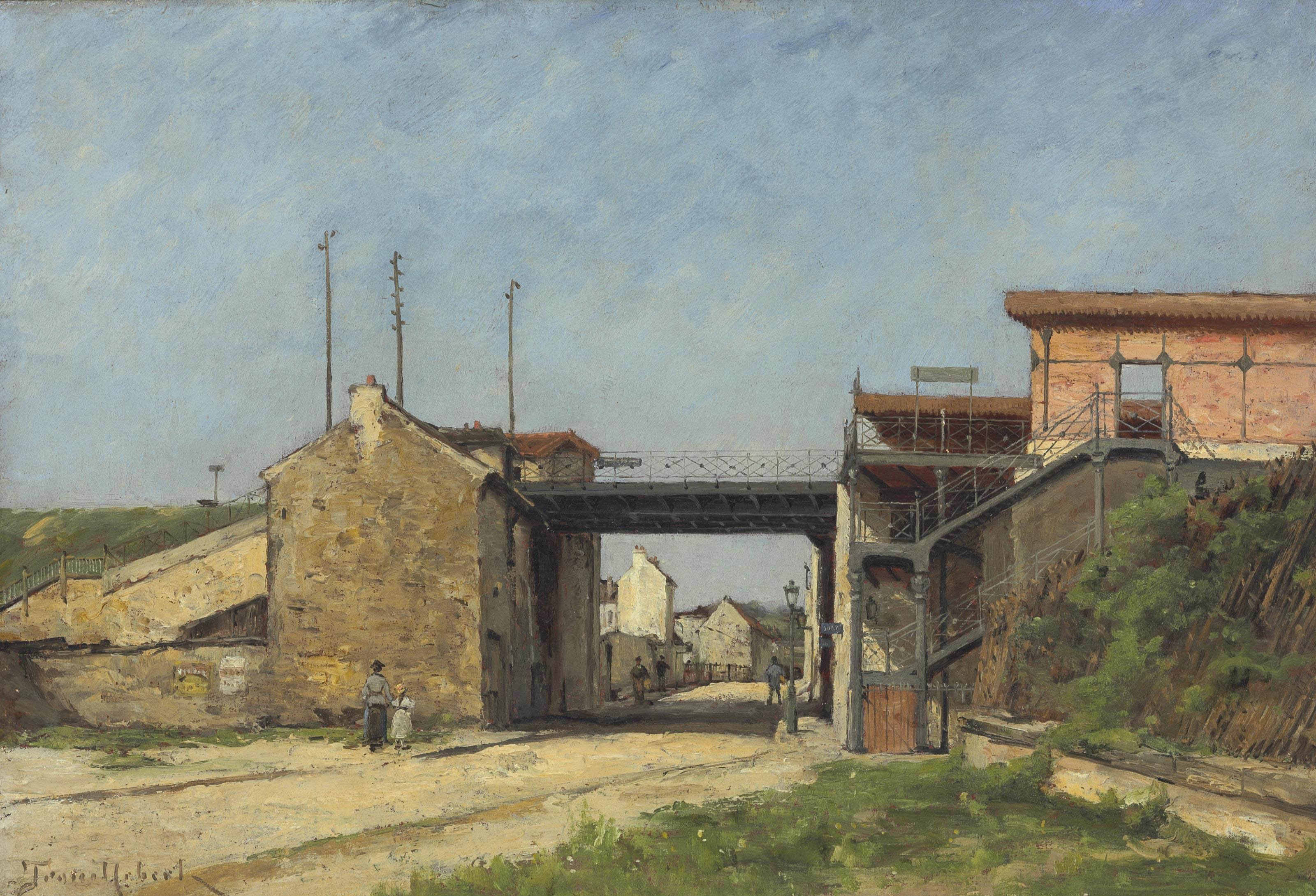
Station Bel-Air Montempoivre de la ligne de Petite Ceinture en 1888, par Paul Trouillebert.

La porte de Montempoivre correspond à la zone de l'est du 12e arrondissement située sur le boulevard Soult au niveau de l'avenue Émile-Laurent, dans le prolongement de la rue du Sahel. Elle se trouve à 800 m au nord de la porte Dorée et 500 m au sud de la porte de Saint-Mandé.
La porte de Montempoivre n'est pas directement connectée avec la ville de Saint-Mandé qui se situe de l'autre côté du boulevard périphérique. Avant l'aménagement de cette rocade, le boulevard Carnot était relié à l'avenue Alphand à Saint-Mandé et au boulevard de la Guyane.
Elle ne communique avec « l'extérieur » de Paris que par la promenade plantée dont elle constitue la portion finale.
La porte de Montempoivre est desservie par la ligne 3a du tramway d'Île-de-France à la station Montempoivre.

## Bâtiments remarquables et lieux de mémoire
La porte de Montempoivre est une porte parisienne secondaire, essentiellement composée par des immeubles d'habitation de type HBM datant des années 1920 et de squares (square Georges-Méliès et square Émile-Cohl). Elle jouxte le lycée Paul-Valéry. Elle est aussi un accès au collège Germaine-Tillion (ex-Vincent-d'Indy), un bâtiment de Claude Parent, ainsi qu'au gymnase et à la piscine municipale Carnot. Elle donne accès à l'une des extrémités de la promenade plantée.